# Hughie Ferguson
Hugh Ferguson, noto come Hughie Ferguson (Glasgow, 2 marzo 1898 – Dundee, 9 gennaio 1930), è stato un calciatore scozzese, di ruolo attaccante.

## Carriera
Fu capocannoniere del campionato scozzese nel 1918, nel 1920 e nel 1921. Dopo il suo passaggio al Cardiff segnò il gol della vittoria nella finale della FA Cup 1926-1927.
Nel 1930 cadde in depressione e si suicidò dopo un allenamento.
Suo figlio Jack Ferguson fu un pallanuotista e rappresentò la Gran Bretagna ai Giochi olimpici del 1952 e nel 1956 in questo sport.

## Palmarès

### Competizioni nazionali
- Coppa d'Inghilterra: 1

Cardiff City: 1926-1927
- Charity Shield: 1

Cardiff City: 1927
- Welsh FA Cup: 2

Cardiff City: 1926-1927, 1927-1928